# Web Server Gateway Interface
Web Server Gateway Interface (WSGI; ウィスキー) は、プログラミング言語Pythonにおいて、WebサーバとWebアプリケーション（あるいはWebアプリケーションフレームワーク）を接続するための、標準化されたインタフェース定義である。また、WSGIから着想を得て、他の言語でも同様のインタフェースが作られた。

## 基本的な発想
過去において、Pythonに多種のWebアプリケーションフレームワークが存在することは、PythonでWebアプリケーションを開発しようとする者にとって問題になっていた。というのも、Webアプリケーションフレームワークを選択することによって、使用できるWebサーバが制限されてしまったり、その逆の制限が発生したりしたためである。Pythonで書かれたWebアプリケーションは、FastCGI, mod_python, CGI, さらにはWebサーバ独自のAPIを使ったものなど、様々な方法で実装されていた。
この問題を解決するためにWSGIが考案された。WSGIは、Pythonにおける、WebアプリケーションとWebサーバを接続する標準仕様を定めるものである。これによって、WSGIに対応したWebアプリケーション（やフレームワーク）は、WSGIに対応した任意のWebサーバ上で運用できるようになる。つまり、アプリケーション側がWSGIに対応していれば、アプリケーションのコードに修正を加えることなく、WSGI対応サーバを自由に選択することができ、高い可搬性（ポータビリティ）が得られる。

## 仕様の概要
WSGIには二つの側 — サーバ側とアプリケーション側が存在する。WSGIは、リクエスト情報・レスポンスヘッダ・レスポンス本文を、両者の間でどのようにやりとりするかをPythonのAPIとして定義している。
Webサーバにリクエストが来ると、次のような流れでやりとりが行なわれる：
1. サーバ側が、クライアントからリクエストを受ける。
2. サーバ側は、アプリケーション側がエントリポイントとして提供するcallableオブジェクト（関数やクラスインスタンスなど __call__ が定義されたオブジェクト）を呼び出して、その引数として環境変数と1つのコールバック用callableオブジェクトを渡す。
3. アプリケーション側は、このコールバック用callableオブジェクトを呼び出すことでステータスコードとレスポンスヘッダをサーバ側に伝え、さらに本文を生成するiterableオブジェクト（イテレータやリストなど）を戻り値として返す。
4. サーバ側は、これらを用いてクライアントへのレスポンスを生成する。

WSGIはミドルウェアの考え方も提供できる。WSGIミドルウェアは、サーバ側とアプリケーション側のWSGIインタフェースを実装しているため、WSGIサーバとWSGIアプリケーションの"中間に"挿入できる。ミドルウェアはサーバーの視点からはアプリケーションとして振る舞い、アプリケーションの視点からはサーバーとして振る舞う。
"ミドルウェア"は、例えば以下のような機能を提供できる:
- 目標の URL にもとづき、環境変数を適宜変更し、リクエストを別のアプリケーションのオブジェクトに回送する
- 複数のアプリケーション（やフレームワーク）が同じプロセスの中に同居して動作できるようにする
- リクエストとレスポンスをネットワーク上で転送することによる負荷分散と遠隔処理
- コンテンツの後処理の実行 — XSLスタイルシートを適用するなど

## WSGIアプリケーションの例
既存のWSGI対応フレームワークを使用する場合は意識する必要はないが、ゼロからWSGIアプリケーションを作る場合は以下の例（Hello Worldアプリケーション）のようにする：
```
def
 
application
(
environ
,
 
start_response
):

    
start_response
(
'200 OK'
,
 
[(
'Content-Type'
,
 
'text/plain'
)])

    
yield
 
b
'Hello World
\n
'

```

解説:
- WSGIアプリケーションは、callableオブジェクト (__call__が定義されたオブジェクト) として定義する（この例では application 関数）。このオブジェクトが呼び出される際、引数 environ としてCGIと同様の環境変数が渡され、引数 start_response として、ステータスコードとレスポンスヘッダを受け取るcallableオブジェクトが渡される。
- start_response を呼び出して、ステータスコードとレスポンスヘッダを設定する。
- WSGIアプリケーションの戻り値は、本文を生成するiteratableオブジェクトである必要がある。この例ではPythonのジェネレータ機能を使ってそれを実現している。

## WSGI 互換のWebアプリケーションフレームワーク
WSGIをサポートするWebアプリケーションフレームワークは多数存在する。その一例を示す:
- BlueBream
- Bottle
- CherryPy
- Django
- Flask
- Google App Engine
- Pylons
- Pyramid
- Tornado (www.tornadoweb.org)
- Trac (trac.edgewall.org)
- TurboGears
- web.py
- web2py
- Werkzeug
- Zope (バージョン3以降)

## WSGI対応サーバ
WSGIサーバ（WSGIアプリケーションコンテナ）は、WSGIアプリケーションを常駐させ、HTTPクライアントからリクエストを受け取るごとに、WSGIアプリケーションのcallableオブジェクトを呼び出す。これによって、クライアントからのリクエストがアプリケーションに転送される。
WSGIアプリケーションコンテナの例としては、uWSGI, Gunicorn, Apacheモジュール (mod_wsgi, mod_pythonなど), Microsoft IIS（isapi-wsgi, PyISAPIe, ASPゲートウェイを使用）などがある。 
さらに、WSGIアプリケーションをラップすることで、FastCGIやSCGI環境で動作させることもできるし、古典的なCGIとして動作させることもできる（例えば、Python標準ライブラリに含まれるwsgiref.handlers.CGIHandlerが利用できる）。

## 他のプログラミング言語への影響
WSGIから着想を得て、他のプログラミング言語にも同様のインターフェイスが作られた。以下はその一例である。
- PSGI (Perl Web Server Gateway Interface)
- Rack (Ruby Web Server Interface)
- SCGI
- Ring (Clojure)
- Clack (Common Lisp)
- WAI (Haskell, Web Application Interface)

## WSGIとPython 3
Python 3において文字列とバイト列が分離されたことはWSGIにとって問題となった。HTTPヘッダのデータはテキストとして扱われたりバイナリとして扱われたりするが、WSGIはヘッダデータを文字列として扱っている。Python 2ではテキストもバイナリも「文字列」として扱っていたためこれで問題がなかったが、Python 3ではバイナリはbytes型で扱うことになり、「文字列」とはUnicode文字列のことを表すようになった。この問題に対処した更新版のWSGI仕様は、PEP 3333として公開されている。
再考されたWSGI仕様として Web3 というものも提案されており、こちらはPEP 444 として公開されている。Web3は、互換性のないWSGIの派生であり、Python 2.6以降および3.1以降で動作するように設計されている。